# Comprégnac
Cet article possède un paronyme, voir Compreignac.
Comprégnac est une commune française, située dans le département de l'Aveyron, en région Occitanie.
Le patrimoine architectural de la commune comprend un immeuble protégé au titre des monuments historiques : l'Ancienne église Saint-Christophe, inscrite en 1936.

## Géographie

### Généralités

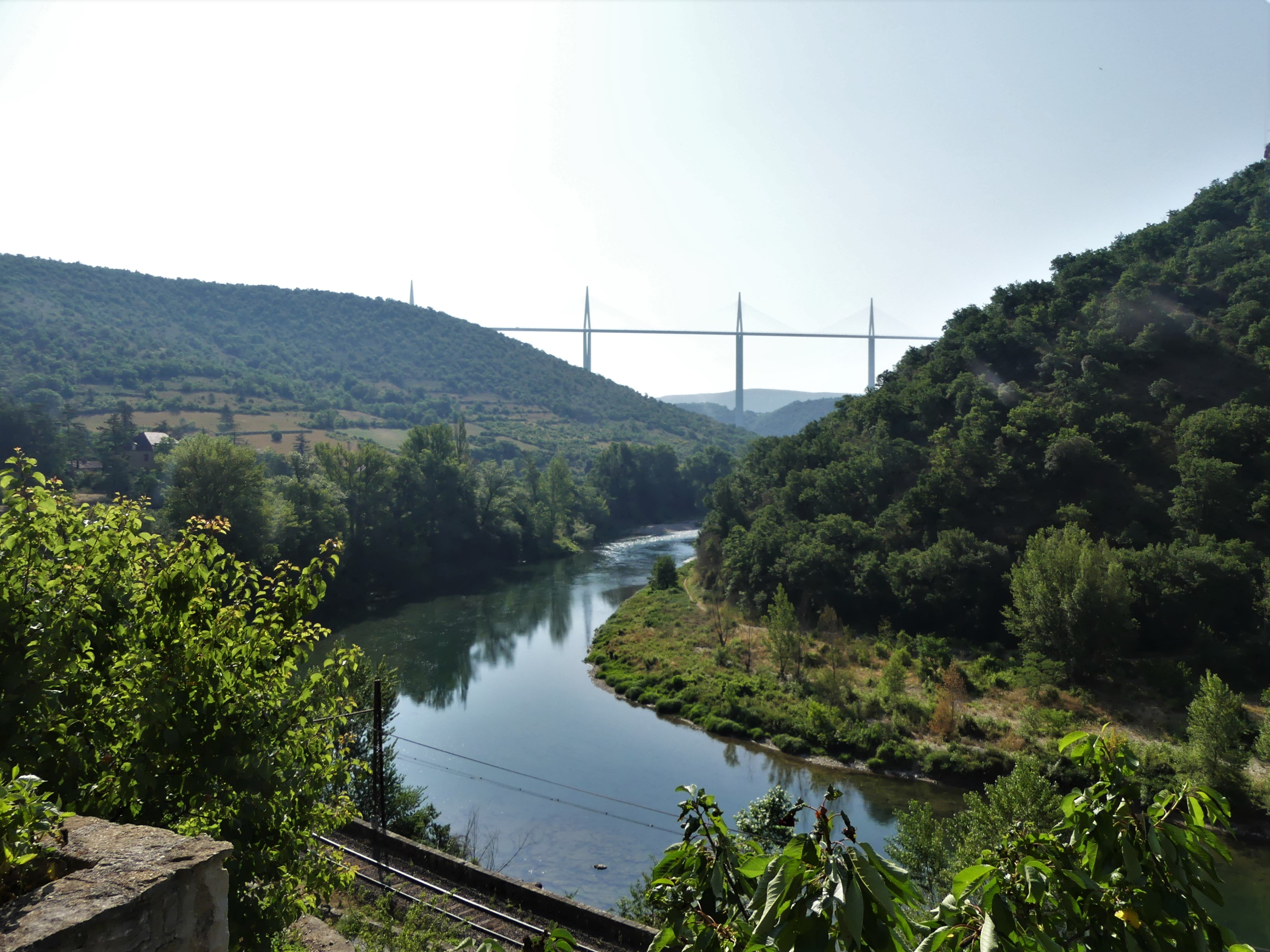
Le Tarn au niveau du village de Peyre. À droite, la commune de Saint-Georges-de-Luzençon. Au fond, le viaduc de Millau.

Dans le sud du Massif central, dans le quart sud-est du département de l'Aveyron, la commune de Comprégnac est située à l'intérieur du parc naturel régional des Grands Causses. Le territoire communal s'étend sur 11,09 km2, sur le causse Rouge. Elle est bordée au sud sur neuf kilomètres par le Tarn et arrosée par plusieurs de ses petits affluents, dont le ruisseau de Valos à l'ouest qui marque la limite territoriale.
L'altitude minimale, 340 mètres, se trouve localisée à l'extrême sud-ouest, là où le Tarn quitte la commune et sert de limite entre celles de Montjaux et de Saint-Georges-de-Luzençon. L'altitude maximale avec 701 mètres est située à l'extrême nord, en limite de la commune de Castelnau-Pégayrols, à côté du lieu-dit Navas.
Traversé par la route départementale 41 qui longe le Tarn, le bourg de Comprégnac est situé, en distances orthodromiques, dix kilomètres à l'ouest du centre-ville de Millau et quinze kilomètres au nord-nord-est de Saint-Affrique.

### Communes limitrophes
Comprégnac est limitrophe de cinq autres communes, dont Creissels au sud-est sur 300 mètres.
|          | Castelnau-Pégayrols       |           |
| Montjaux | Comprégnac                | Millau    |
|          | Saint-Georges-de-Luzençon | Creissels |

### Hydrographie

#### Réseau hydrographique

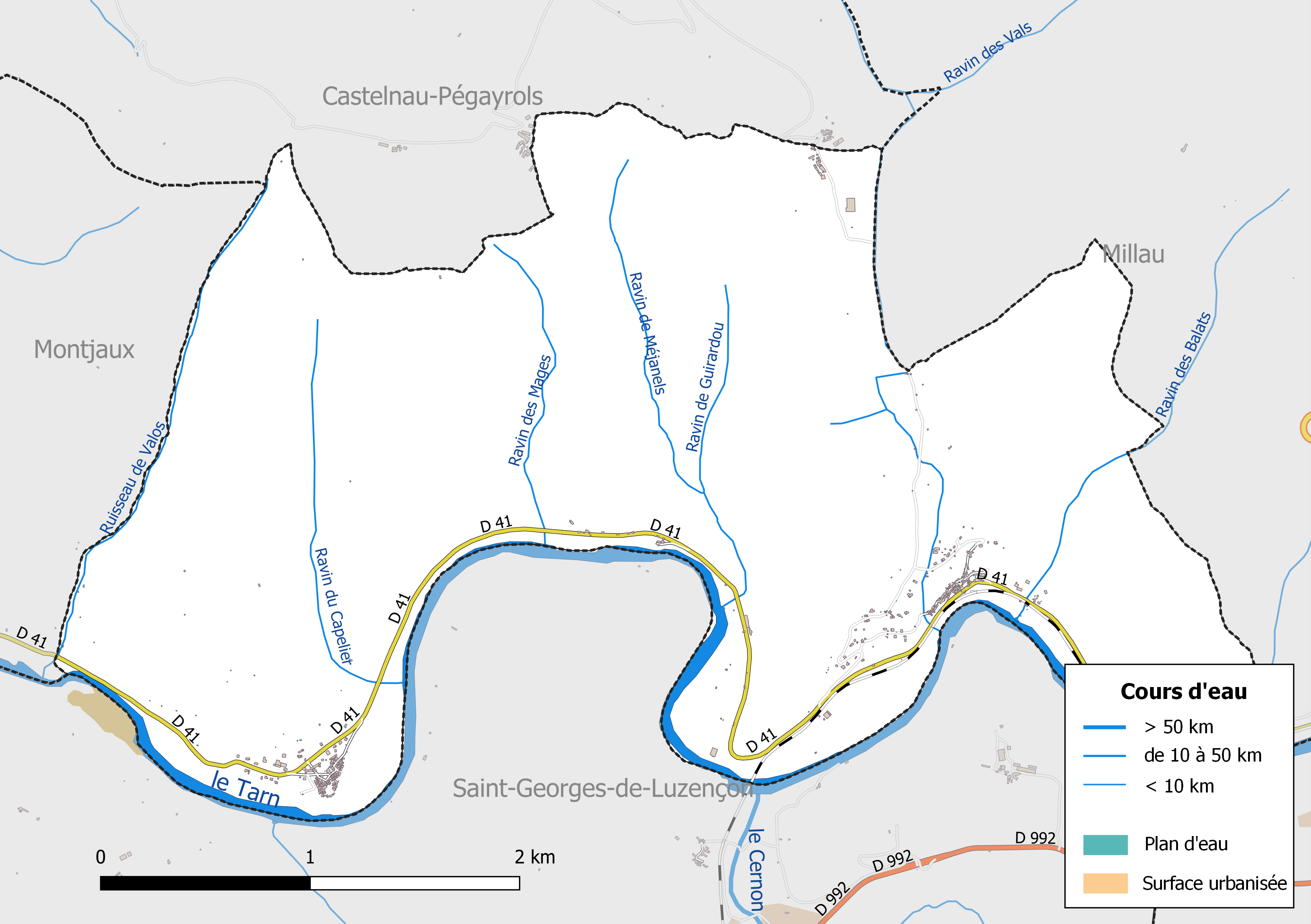
Réseaux hydrographique et routier de Comprégnac.

La commune est drainée par le Tarn, le ravin de Guirardou, le ravin de Méjanels, le ravin des Balats, le ravin des Mages, le ravin du Capelier, le ruisseau de Valos et par divers petits cours d'eau.
Le Tarn, d'une longueur totale de 380,2 km, prend sa source dans la commune de Pont de Montvert - Sud Mont Lozère (48) et se jette  dans la Garonne à Saint-Nicolas-de-la-Grave (82), après avoir arrosé 99 communes. Il borde la commune au sud sur environ neuf kilomètres.

#### Gestion des cours d'eau
Afin d’atteindre le bon état des eaux imposé par la Directive-cadre sur l'eau du 23 octobre 2000, plusieurs outils de gestion intégrée s’articulent à différentes échelles pour définir et mettre en œuvre un programme d’actions de réhabilitation et de gestion des milieux aquatiques : le SDAGE (Schéma directeur d'aménagement et de gestion des eaux), à l’échelle du bassin hydrographique, et le SAGE (Schéma d'aménagement et de gestion des eaux), à l’échelle locale. Ce dernier fixe les objectifs généraux d’utilisation, de mise en valeur et de protection quantitative et qualitative des ressources en eau superficielle et souterraine. Trois SAGE sont mis en oeuvre dans le département de l'Aveyron.
La commune fait partie du SAGE Tarn amont, approuvé le 15 décembre 2015, au sein du SDAGE Adour-Garonne. Le territoire de ce SAGE concerne une partie des bassins du Tarn de l’Aveyron et de l’Agout. Il couvre 69 communes, sur trois départements (Aveyron, Gard et Lozère) et deux régions, pour une superficie de 2 700 km2,. Le pilotage et l’animation du SAGE et du contrat de rivière du Tarn-amont associé sont assurés par le Syndicat mixte du bassin versant du Tarn-amont (SMBVTAM), qualifié de « structure porteuse ». Cet organisme a été créé le 1er avril 2018 et est constitué de neuf communautés de communes.

### Climat
Pour des articles plus généraux, voir Climat de l'Occitanie et Climat de l'Aveyron.
En 2010, le climat de la commune est de type climat méditerranéen altéré, selon une étude s'appuyant sur une série de données couvrant la période 1971-2000. En 2020, Météo-France publie une typologie des climats de la France métropolitaine dans laquelle la commune est exposée à un climat de montagne et est dans la région climatique Sud-est du Massif Central, caractérisée par une pluviométrie annuelle de 1 000 à 1 500 mm, minimale en été, maximale en automne.
Pour la période 1971-2000, la température annuelle moyenne est de 12,4 °C, avec une amplitude thermique annuelle de 15,8 °C. Le cumul annuel moyen de précipitations est de 1 082 mm, avec 10,7 jours de précipitations en janvier et 5,1 jours en juillet. Pour la période 1991-2020, la température moyenne annuelle observée sur la station météorologique la plus proche, située sur la commune de Millau à 9 km à vol d'oiseau, est de 11,2 °C et le cumul annuel moyen de précipitations est de 713,2 mm,. Pour l'avenir, les paramètres climatiques de la commune estimés pour 2050 selon différents scénarios d'émission de gaz à effet de serre sont consultables sur un site dédié publié par Météo-France en novembre 2022.

### Milieux naturels et biodiversité

#### Espaces protégés
La protection réglementaire est le mode d’intervention le plus fort pour préserver des espaces naturels remarquables et leur biodiversité associée.
Dans ce cadre, la commune fait partie d'un espace protégé, le Parc naturel régional des Grands Causses, créé en 1995 et d'une superficie de 327 937 ha, qui s'étend sur 97 communes. Ce territoire rural habité, reconnu au niveau national pour sa forte valeur patrimoniale et paysagère, s’organise autour d’un projet concerté de développement durable, fondé sur la protection et la valorisation de son patrimoine,,.

#### Zones naturelles d'intérêt écologique, faunistique et floristique
L’inventaire des zones naturelles d'intérêt écologique, faunistique et floristique (ZNIEFF) a pour objectif de réaliser une couverture des zones les plus intéressantes sur le plan écologique, essentiellement dans la perspective d’améliorer la connaissance du patrimoine naturel national et de fournir aux différents décideurs un outil d’aide à la prise en compte de l’environnement dans l’aménagement du territoire.
Le territoire communal de Comprégnac comprend deux ZNIEFF de type 1,, 
les « Coteaux des Douzes et de Peyre » (433,5 ha), couvrant 2 communes du département
et la « Rivière Tarn (partie Aveyron) » (2 381 ha), couvrant 41 communes dont 25 dans l'Aveyron et 16 dans le Tarn
et une ZNIEFF de type 2,, 
la « Vallée du Tarn, amont » (36 322 ha), qui s'étend sur 57 communes dont 31 dans l'Aveyron, 1 dans la Lozère et 25 dans le Tarn.

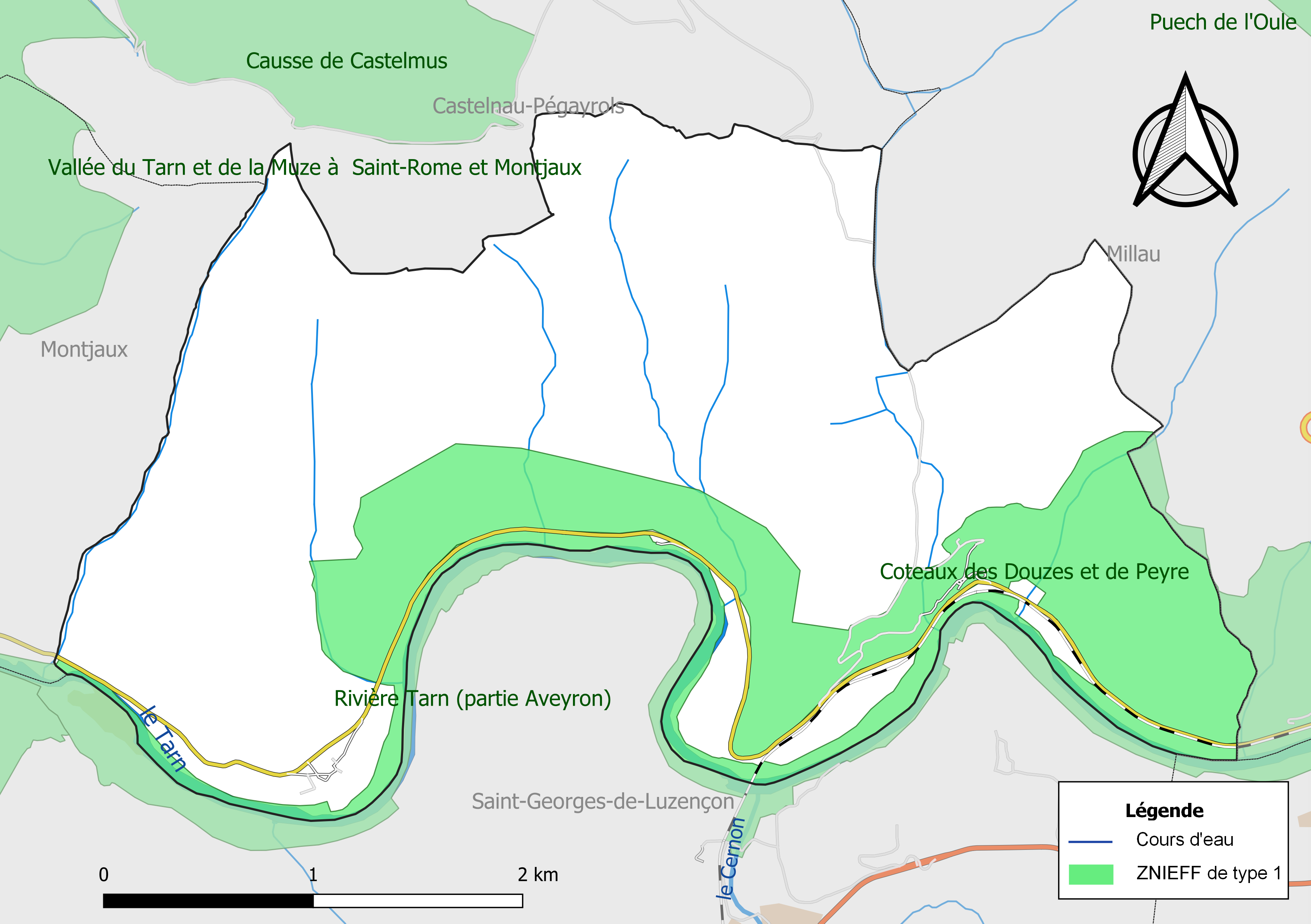
Carte des ZNIEFF de type 1 de la commune.
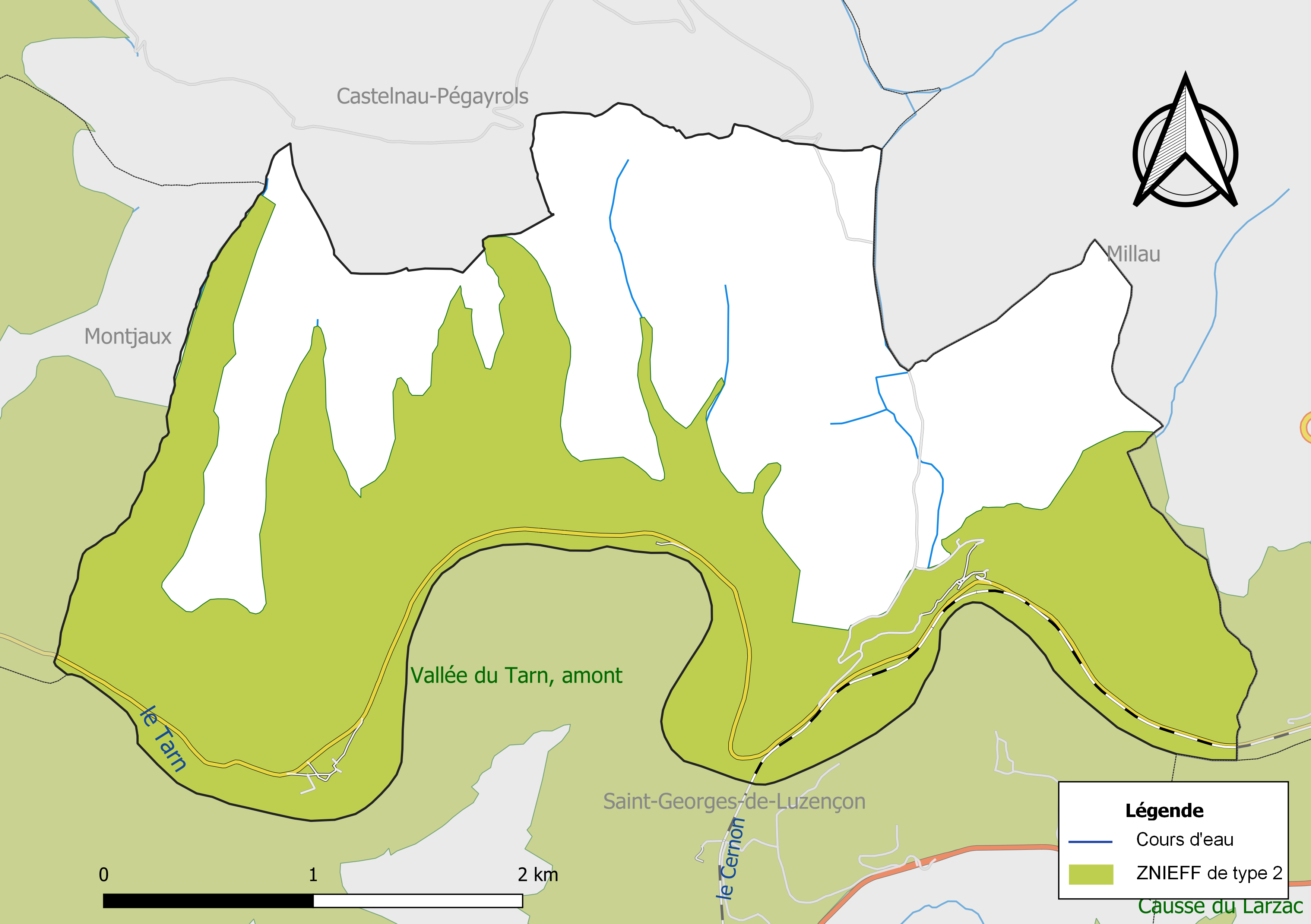
Carte de la ZNIEFF de type 2 de la commune.

## Urbanisme

### Typologie
Au 1er janvier 2024, Comprégnac est catégorisée commune rurale à habitat dispersé, selon la nouvelle grille communale de densité à 7 niveaux définie par l'Insee en 2022.
Elle est située hors unité urbaine. Par ailleurs la commune fait partie de l'aire d'attraction de Millau, dont elle est une commune de la couronne,. Cette aire, qui regroupe 23 communes, est catégorisée dans les aires de moins de 50 000 habitants,.

### Occupation des sols

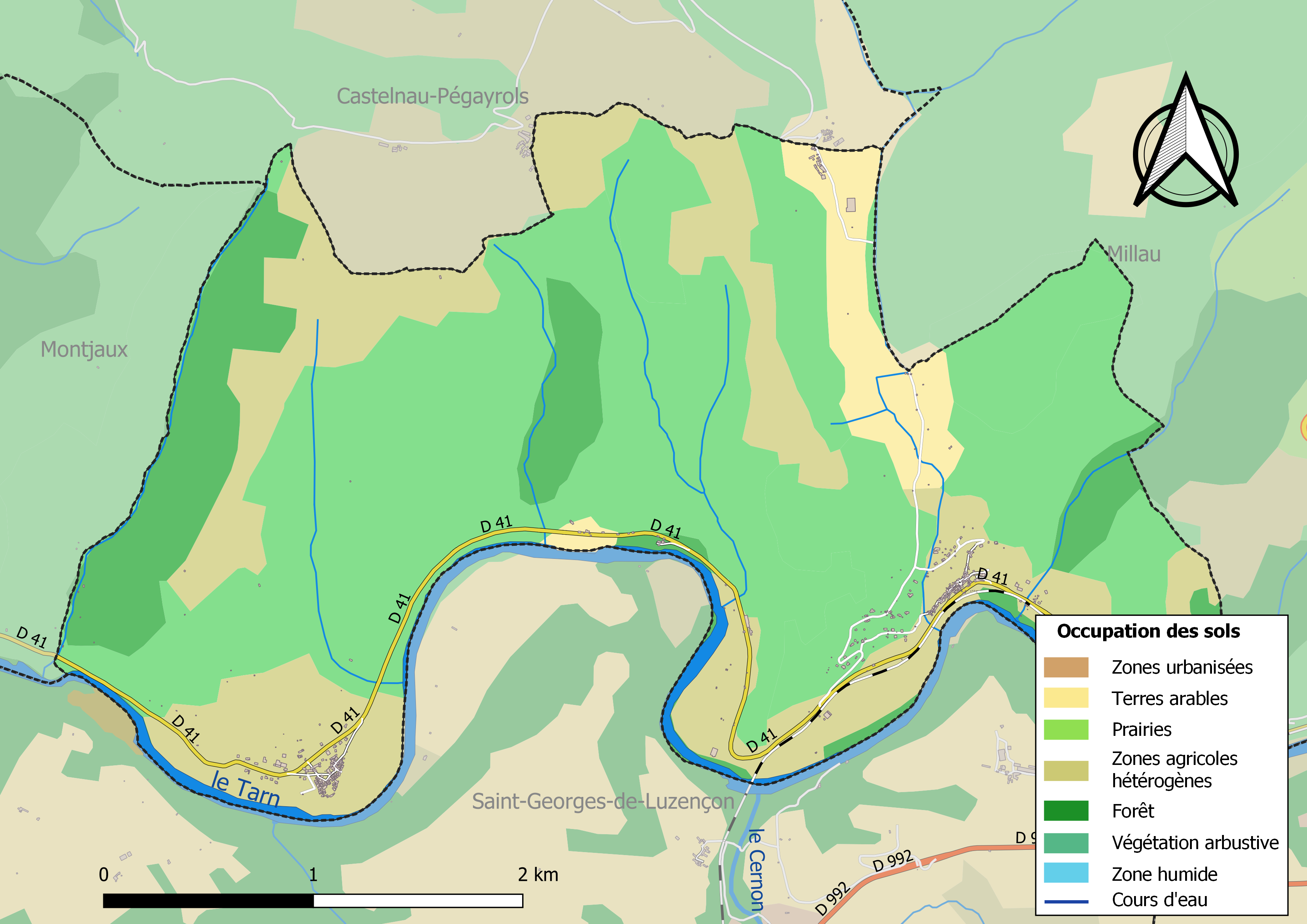
Infrastructures et occupation des sols de la commune de Comprégnac.

L'occupation des sols de la commune, telle qu'elle ressort de la base de données européenne d’occupation biophysique des sols Corine Land Cover (CLC), est marquée par l'importance des forêts et milieux semi-naturels (67,7 % en 2018), une proportion sensiblement équivalente à celle de 1990 (67,9 %). La répartition détaillée en 2018 est la suivante : 
milieux à végétation arbustive et/ou herbacée (54 %), zones agricoles hétérogènes (26,9 %), forêts (13,7 %), terres arables (5,4 %).

### Planification
La loi SRU du 13 décembre 2000 a incité fortement les communes à se regrouper au sein d’un établissement public, pour déterminer les partis d’aménagement de l’espace au sein d’un SCoT, un document essentiel d’orientation stratégique des politiques publiques à une grande échelle. La commune est dans le territoire du SCoT du Parc naturel régional des Grands Causses, approuvé le vendredi 7 juillet 2017 par le comité syndical et mis à l’enquête publique en décembre 2019. La structure porteuse est le Pôle d'équilibre territorial et rural du PNR des Grands Causses, qui associe huit communautés de communes, notamment la communauté de communes de Millau Grands Causses, dont la commune est membre.
La commune disposait en 2017 d'une carte communale approuvée et un plan local d'urbanisme était en élaboration.

### Risques majeurs
Le territoire de la commune de Comprégnac est vulnérable à différents aléas naturels : climatiques (hiver exceptionnel ou canicule), feux de forêts et séisme (sismicité faible).
Il est également exposé à deux risques technologiques, le transport de matières dangereuses, et à deux risques particuliers, les risques radon et minier,.

#### Risques naturels
Le Plan départemental de protection des forêts contre les incendies découpe le département de l’Aveyron en sept « bassins de risque » et définit une sensibilité des communes à l’aléa feux de forêt (de faible à très forte). La commune est classée en sensibilité très forte.
Les mouvements de terrains susceptibles de se produire sur la commune sont liés à la présence de cavités souterraines localisées sur la commune,.

#### Risques technologiques
Le risque de transport de matières dangereuses sur la commune est lié à sa traversée par une canalisation de transport de gaz et une infrastructure ferroviaire. Un accident se produisant sur de telles infrastructures est en effet susceptible d’avoir des effets graves au bâti ou aux personnes jusqu’à 350 m, selon la nature du matériau transporté. Des dispositions d’urbanisme peuvent être préconisées en conséquence.

#### Risques particuliers
La commune est concernée par le risque minier, principalement lié à l’évolution des cavités souterraines laissées à l’abandon et sans entretien après l’exploitation des mines.
Dans plusieurs parties du territoire national, le radon, accumulé dans certains logements ou autres locaux, peut constituer une source significative d’exposition de la population aux rayonnements ionisants. Toutes les communes du département sont concernées par le risque radon à un niveau plus ou moins élevé. La commune de Comprégnac est classée à risque faible.

## Toponymie
En occitan, la commune porte le nom de Comprenhac.

## Histoire
Les grottes naturelles de Peyre, sur la commune, sont occupées depuis le Paléolithique : des fossiles de mammouth et du mobilier paléolithique ont été trouvés.
Au XIe siècle, une église troglodytique est construite dans la falaise de tuf à Peyre, baptisée Saint-Cristofol de Peyre du nom de son saint patron, dont une relique fut certainement rapportée d'Espagne par les croisés rouergats au Xe siècle.
Au XVIIe siècle, l'église de Peyre est fortifiée.
En 1830, la commune de Peyre fusionne avec Comprégnac.

## Politique et administration

### Découpage territorial
La commune de Comprégnac est membre de la communauté de communes de Millau Grands Causses, un établissement public de coopération intercommunale (EPCI) à fiscalité propre créé le 27 décembre 1999 dont le siège est à Millau. Ce dernier est par ailleurs membre d'autres groupements intercommunaux.
Sur le plan administratif, elle est rattachée à l'arrondissement de Millau, au département de l'Aveyron et à la région Occitanie. Sur le plan électoral, elle dépend du  canton de Millau-1 pour l'élection des conseillers départementaux, depuis le redécoupage cantonal de 2014 entré en vigueur en 2015, et de la troisième circonscription de l'Aveyron  pour les élections législatives, depuis le dernier découpage électoral de 2010.

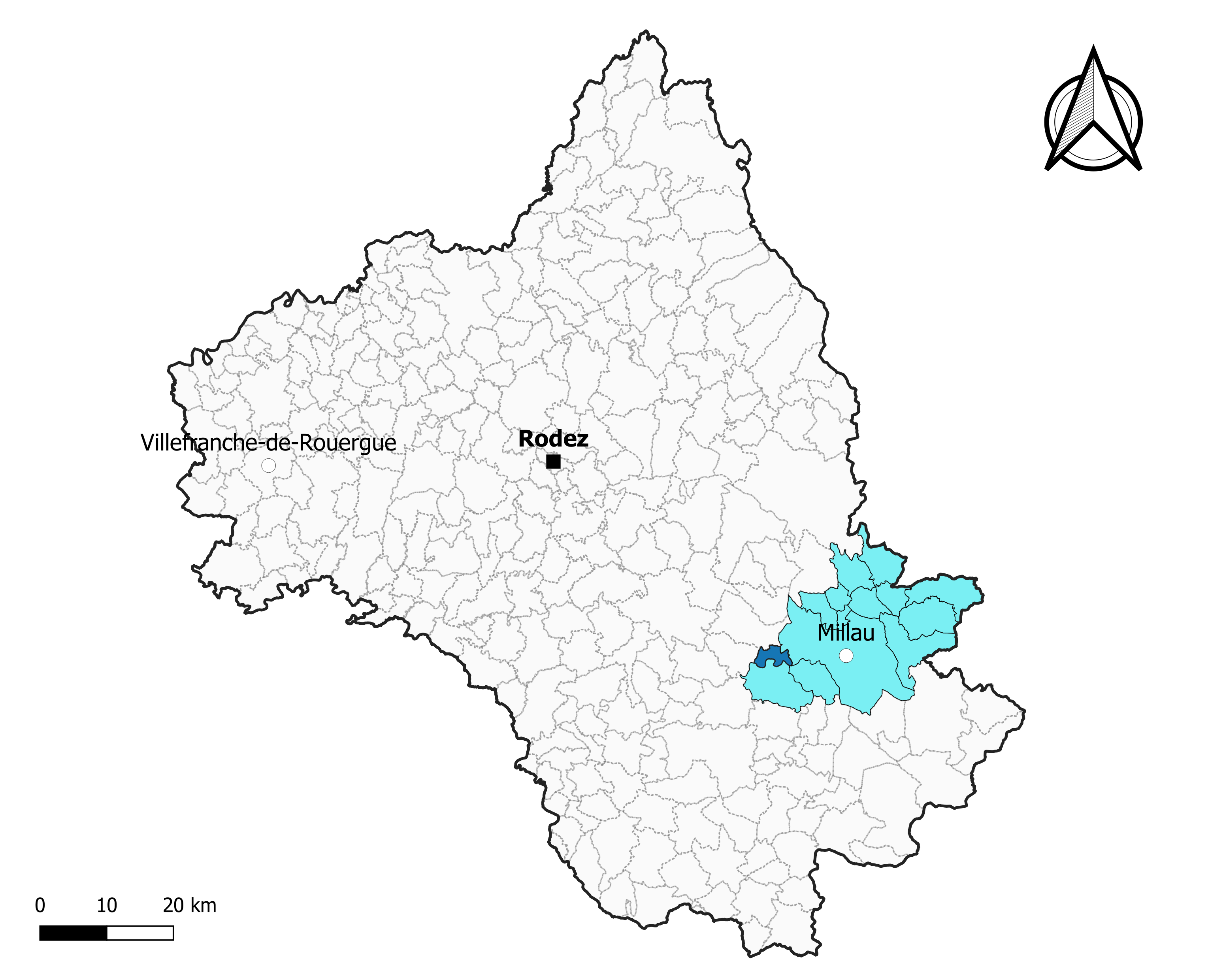
Comprégnac dans l'intercommunalité en 2020.
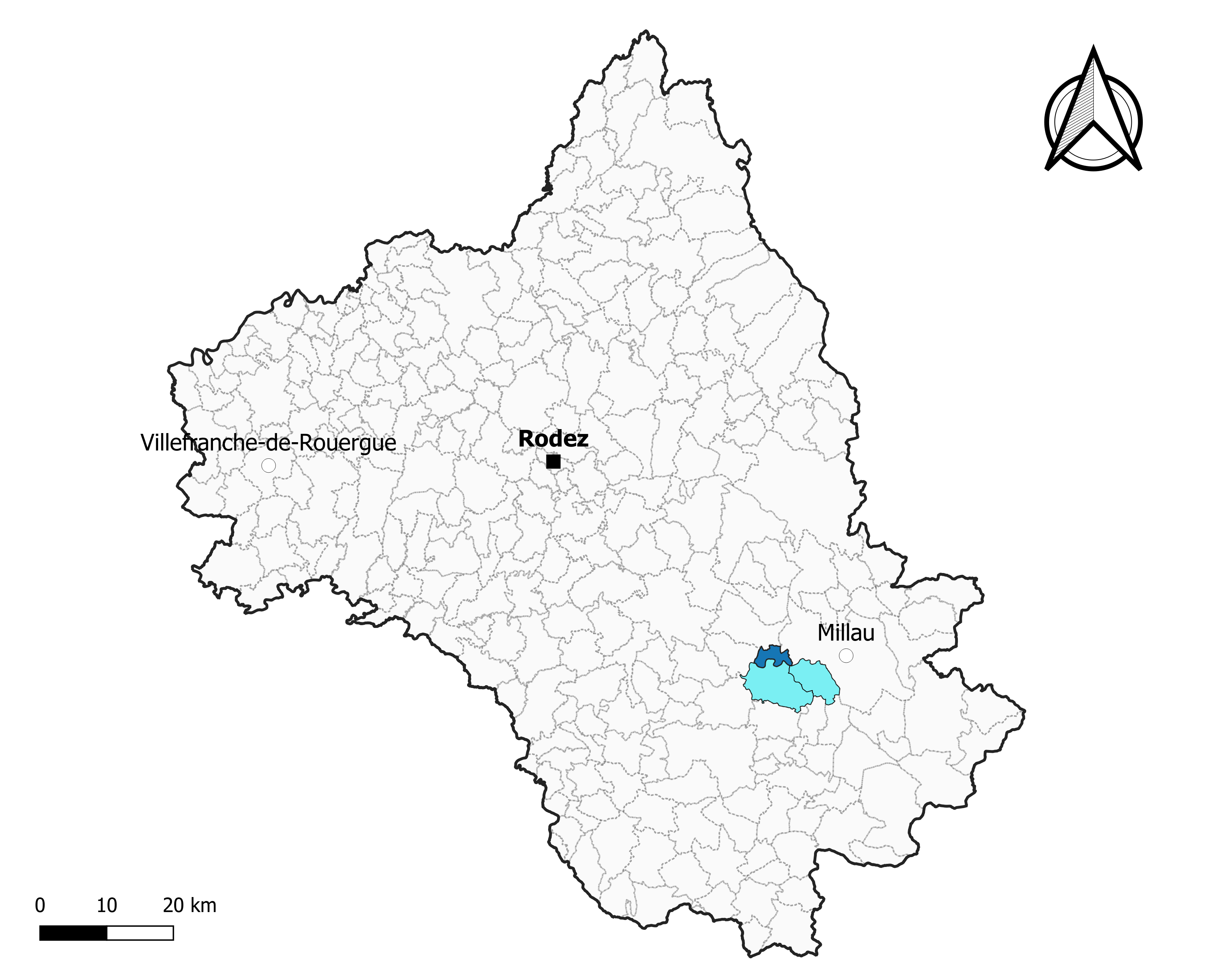
Comprégnac dans le canton de Millau-1 en 2020.
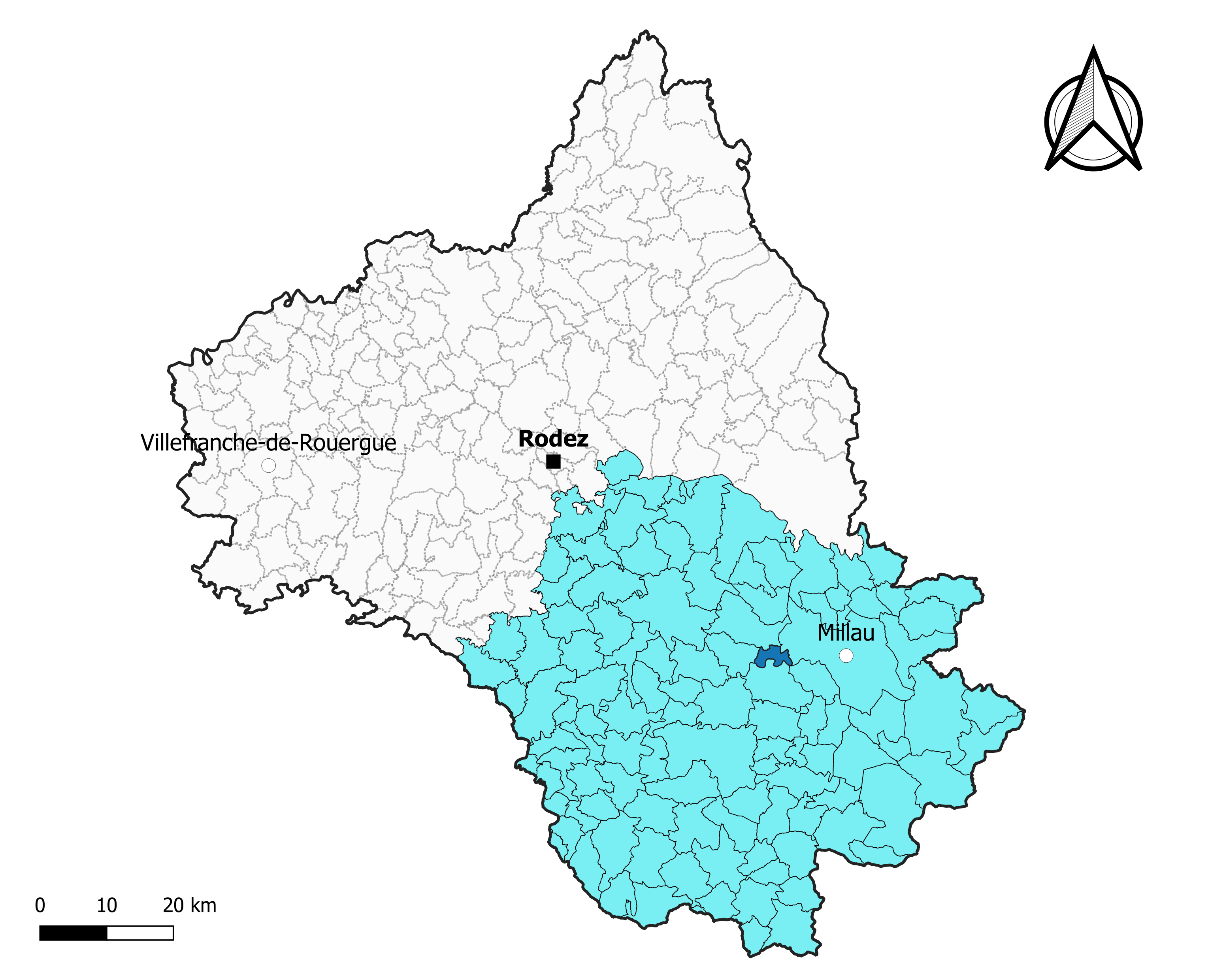
Comprégnac dans l'arrondissement de Millau en 2020.

### Élections municipales et communautaires

#### Élections de 2020
Le conseil municipal de Comprégnac, commune de moins de 1 000 habitants, est élu au scrutin majoritaire plurinominal à deux tours avec candidatures isolées ou groupées et possibilité de panachage. Compte tenu de la population communale, le nombre de sièges à pourvoir lors des élections municipales de 2020 est de 11. Sur les dix-huit candidats en lice, onze sont élus dès le premier tour, le 15 mars 2020, correspondant à la totalité des sièges à pourvoir, avec un taux de participation de 48,05 %.
Céline Guibert est élue nouvelle maire de la commune le 23 mai 2020.
Dans les communes de moins de 1 000 habitants, les conseillers communautaires sont désignés parmi les conseillers municipaux élus en suivant l’ordre du tableau (maire, adjoints puis conseillers municipaux) et dans la limite du nombre de sièges attribués à la commune au sein du conseil communautaire. Un siège est attribué à la commune au sein de la communauté de communes de Millau Grands Causses.

#### Liste des maires

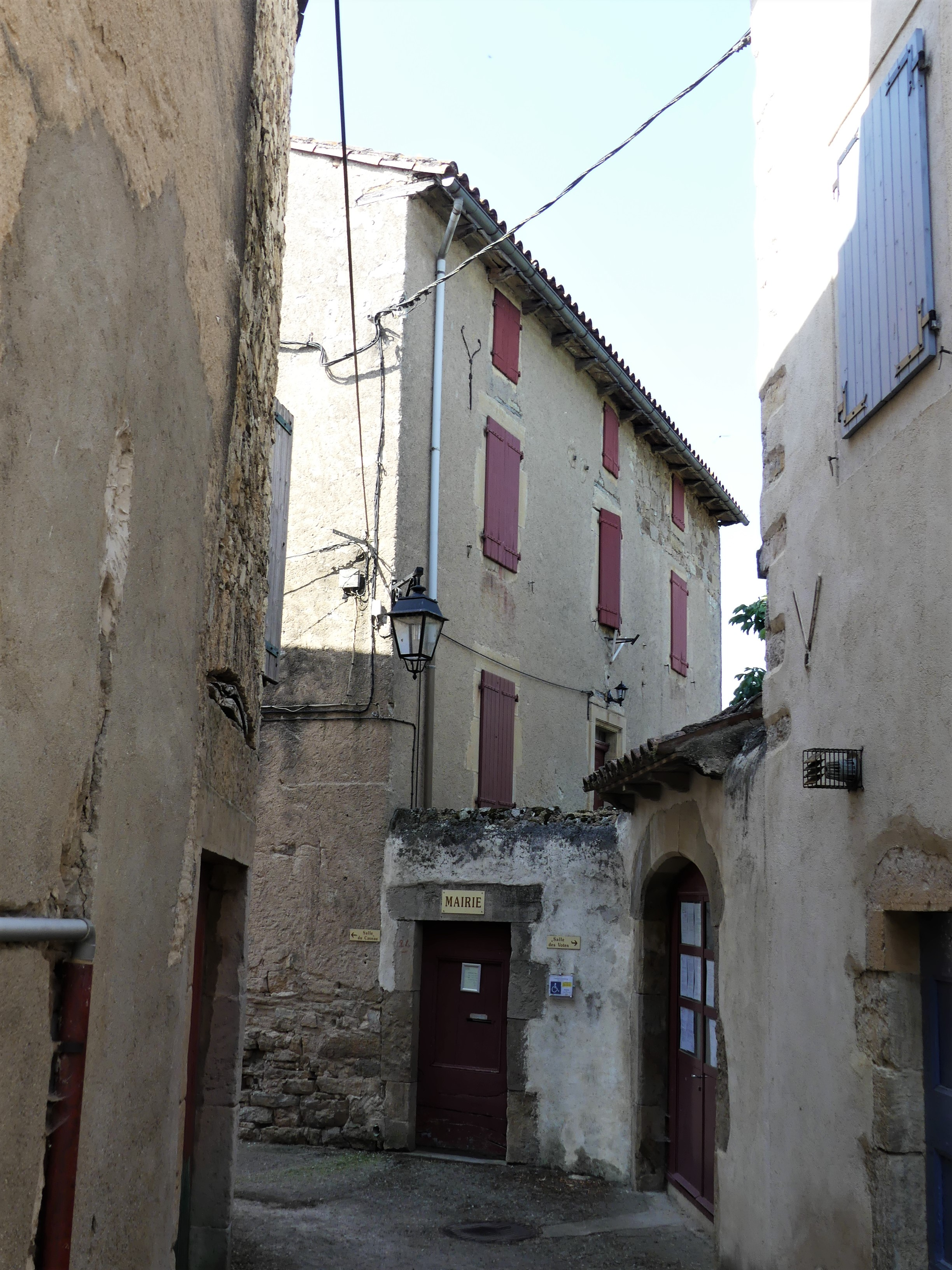
La mairie en 2019.

| Période                                  | Période              | Identité         | Étiquette | Qualité                     |
| ---------------------------------------- | -------------------- | ---------------- | --------- | --------------------------- |
| Les données manquantes sont à compléter. |                      |                  |           |                             |
|                                          |                      |                  |           |                             |
| 1947                                     | octobre 1978         | Gabriel Miquel   |           | Agriculteur                 |
| octobre 1978                             | mars 2008            | Roger Lafon      |           | Technicien Sécurité Sociale |
| mars 2008                                | mai 2020             | Jean-Paul Hatsch | DVD       | Retraité de l'enseignement  |
| mai 2020                                 | mai 2021 (démission) | Céline Guibert   |           |                             |
| mai 2021                                 | En cours             | Olivier Julien   |           |                             |

## Démographie
L'évolution du nombre d'habitants est connue à travers les recensements de la population effectués dans la commune depuis 1793. Pour les communes de moins de 10 000 habitants, une enquête de recensement portant sur toute la population est réalisée tous les cinq ans, les populations de référence des années intermédiaires étant quant à elles estimées par interpolation ou extrapolation. Pour la commune, le premier recensement exhaustif entrant dans le cadre du nouveau dispositif a été réalisé en 2004.

En 2022, la commune comptait 217 habitants, en évolution de −15,89 % par rapport à 2016 (Aveyron : +0,37 %, France hors Mayotte : +2,11 %).
| 1793 | 1800 | 1831 | 1836 | 1841 | 1846 | 1851 | 1856 | 1861 |
| ---- | ---- | ---- | ---- | ---- | ---- | ---- | ---- | ---- |
| 291  | 329  | 496  | 476  | 497  | 473  | 490  | 450  | 436  |

| 1866 | 1872 | 1876 | 1881 | 1886 | 1891 | 1896 | 1901 | 1906 |
| ---- | ---- | ---- | ---- | ---- | ---- | ---- | ---- | ---- |
| 408  | 425  | 405  | 408  | 372  | 335  | 342  | 277  | 244  |

| 1911 | 1921 | 1926 | 1931 | 1936 | 1946 | 1954 | 1962 | 1968 |
| ---- | ---- | ---- | ---- | ---- | ---- | ---- | ---- | ---- |
| 252  | 258  | 234  | 226  | 231  | 197  | 192  | 176  | 141  |

| 1975 | 1982 | 1990 | 1999 | 2004 | 2006 | 2009 | 2014 | 2019 |
| ---- | ---- | ---- | ---- | ---- | ---- | ---- | ---- | ---- |
| 114  | 133  | 178  | 215  | 235  | 245  | 231  | 247  | 232  |

| 2022 | - | - | - | - | - | - | - | - |
| ---- | - | - | - | - | - | - | - | - |
| 217  | - | - | - | - | - | - | - | - |

## Économie

### Revenus
En 2018  (données Insee publiées en septembre 2021), la commune compte 109 ménages fiscaux, regroupant 247 personnes. La médiane du revenu disponible par unité de consommation est de 20 830 € (20 640 € dans le département).

### Emploi
| Division       | 2008  | 2013  | 2018  |
| -------------- | ----- | ----- | ----- |
| Commune        | 5,7 % | 8,8 % | 7,8 % |
| Département    | 5,4 % | 7,1 % | 7,1 % |
| France entière | 8,3 % | 10 %  | 10 %  |

En 2018, la population âgée de 15 à 64 ans s'élève à 146 personnes, parmi lesquelles on compte 73 % d'actifs (65,2 % ayant un emploi et 7,8 % de chômeurs) et 27 % d'inactifs,. Depuis 2008, le taux de chômage communal (au sens du recensement) des 15-64 ans est supérieur à celui du département, mais inférieur à celui de la France.
La commune fait partie de la couronne de l'aire d'attraction de Millau, du fait qu'au moins 15 % des actifs travaillent dans le pôle,. Elle compte 31 emplois en 2018, contre 51 en 2013 et 49 en 2008. Le nombre d'actifs ayant un emploi résidant dans la commune est de 97, soit un indicateur de concentration d'emploi de 32,6 % et un taux d'activité parmi les 15 ans ou plus de 53,9 %.
Sur ces 97 actifs de 15 ans ou plus ayant un emploi, 18 travaillent dans la commune, soit 18 % des habitants. Pour se rendre au travail, 84,9 % des habitants utilisent un véhicule personnel ou de fonction à quatre roues, 2,2 % les transports en commun, 4,3 % s'y rendent en deux-roues, à vélo ou à pied et 8,6 % n'ont pas besoin de transport (travail au domicile).

### Activités hors agriculture

#### Secteurs d'activités
22 établissements sont implantés  à Comprégnac au 31 décembre 2019. Le tableau ci-dessous en détaille le nombre par secteur d'activité et compare les ratios avec ceux du département,.
Le secteur du commerce de gros et de détail, des transports, de l'hébergement et de la restauration est prépondérant sur la commune puisqu'il représente 31,8 % du nombre total d'établissements de la commune (7 sur les 22 entreprises implantées  à Comprégnac), contre 27,5 % au niveau départemental.

#### Entreprises
L'économie de la commune est caractérisée par une agriculture traditionnelle extensive basée sur l'élevage pour la production laitière de brebis destinée à l'élaboration des fromages de roquefort, pérail, tome et pour la production de veaux et agneaux destinés à l'engraissement.
Une diversification existe tournée vers la pisciculture, l'apiculture, la production de bois de chauffe et le tourisme rural.
Les loisirs influent également sur l'économie communale : équitation, locations saisonnières de meublés, camping, randonnée, vélo tout terrain, découverte nature, pêche de parcours 1re catégorie. La chasse, indispensable à l'agriculture et à la flore en ce qui concerne le grand gibier, se pratique à partir de la fin de l'été.

### Agriculture
|               | 1988 | 2000 | 2010 | 2020 |
| ------------- | ---- | ---- | ---- | ---- |
| Exploitations | 9    | 9    | 3    | 5    |
| SAU (ha)      | 260  | 365  | 540  | 507  |

La commune est dans les Grands Causses, une petite région agricole occupant le sud-est du département de l'Aveyron. En 2020, l'orientation technico-économique de l'agriculture  sur la commune est la polyculture et/ou le polyélevage. Cinq exploitations agricoles ayant leur siège dans la commune sont dénombrées lors du recensement agricole de 2020 (neuf en 1988). La superficie agricole utilisée est de 507 ha,,.

## Culture locale et patrimoine

### Lieux et monuments
- De nombreuses caselles se trouvent sur la commune, le long d'un sentier qui relie le bourg de Comprégnac au village de Peyre.
- Le colombier du XIVe siècle du ravin du Capelier.
- Le village de Peyre fait partie de l'association Les Plus Beaux Villages de France.
- Le viaduc de Millau est visible depuis celui-ci.

Deux édifices religieux y ont été bâtis
- L'ancienne église Saint-Christophe, ou Saint-Cristofol[51], troglodytique et d'origine médiévale, inscrite au titre des monuments historiques en 1936[52]. Celle-ci étant devenue trop exiguë et insalubre, une nouvelle église Saint-Christophe a été édifiée vers 1860[53].
- Église Saint-Christophe de Peyre.
- Église Saint-Pierre de Comprégnac. (Le bourg de Comprégnac).

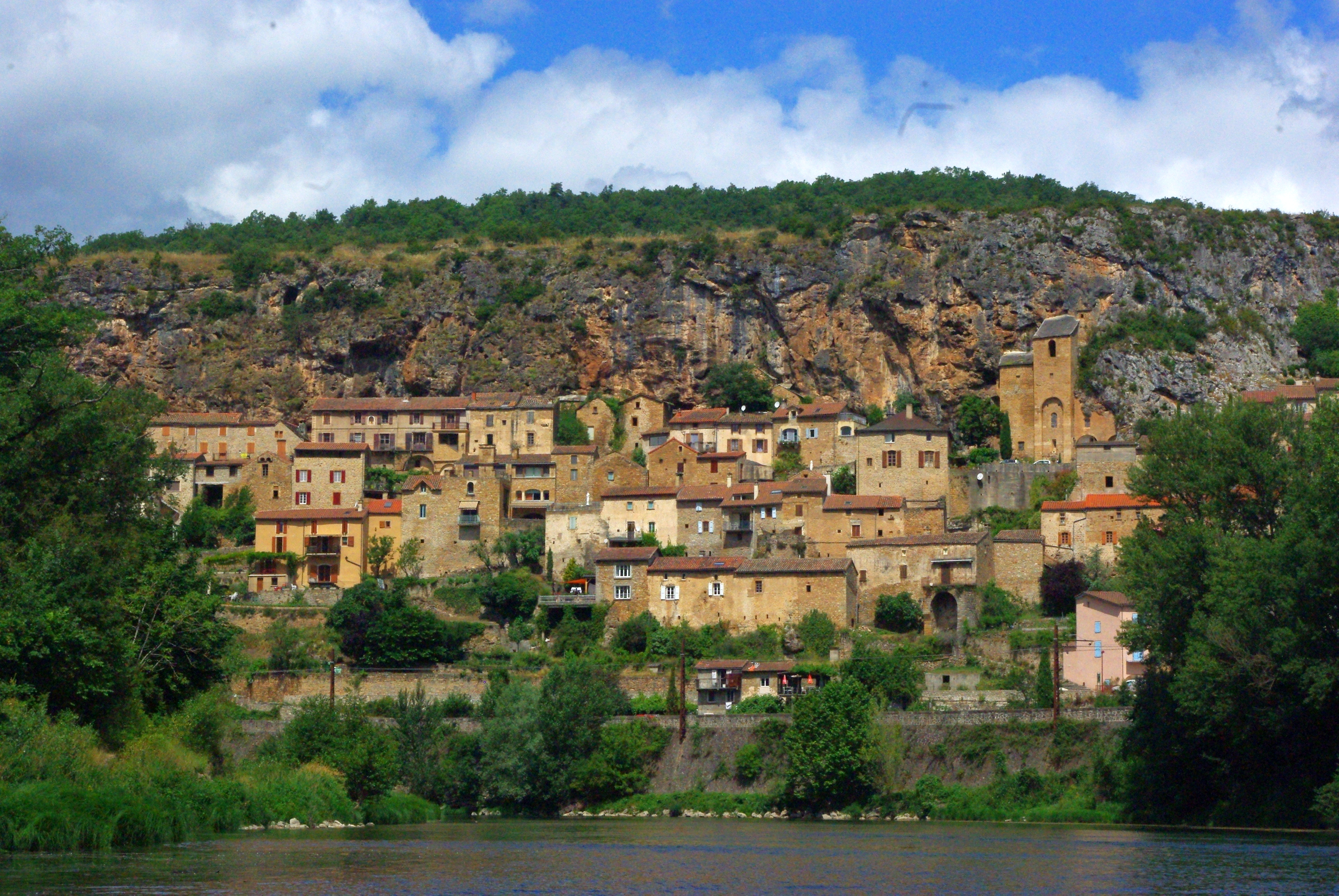
Le village de Peyre vu depuis le Tarn.
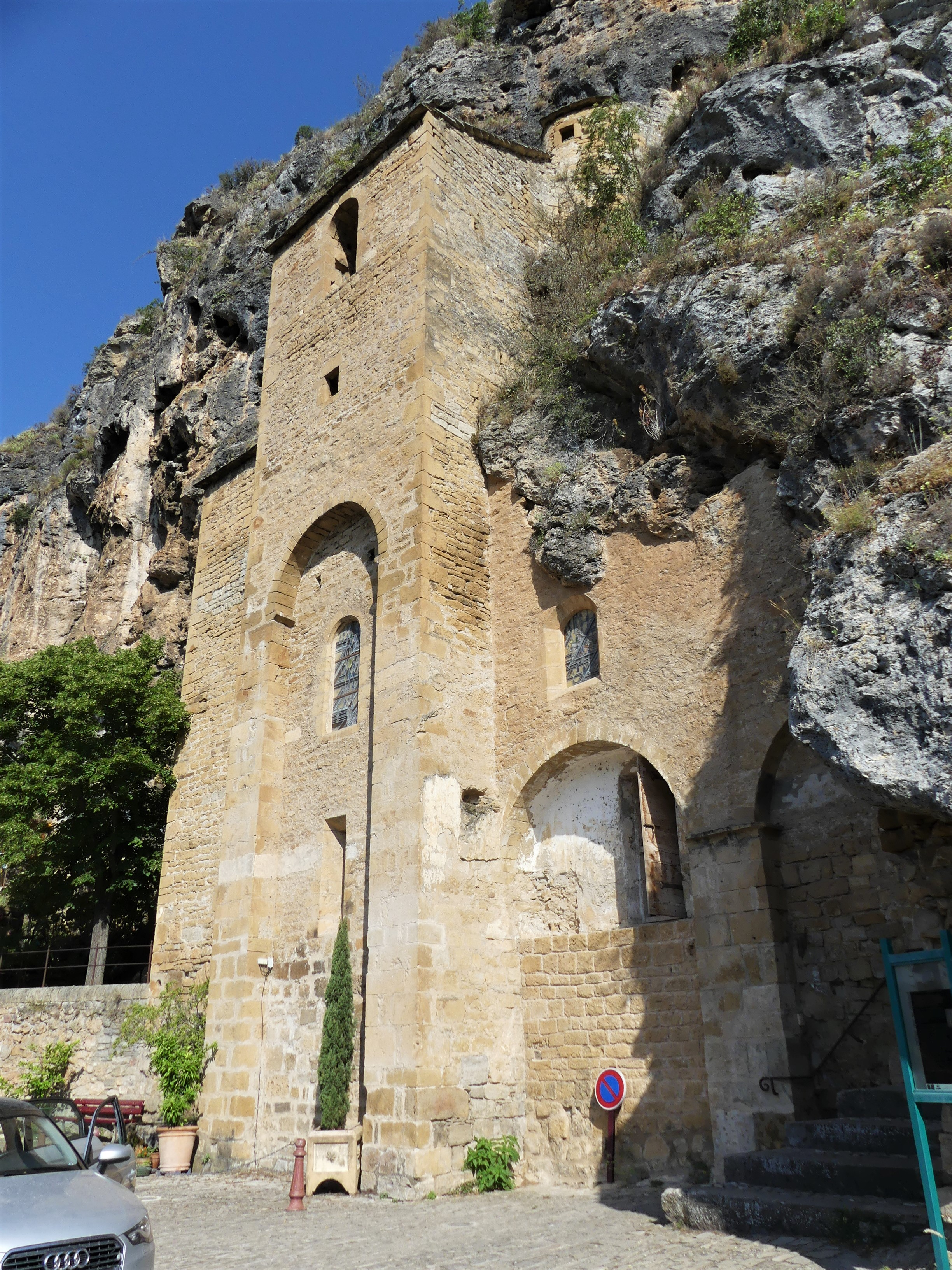
L'ancienne église troglodytique de Peyre.
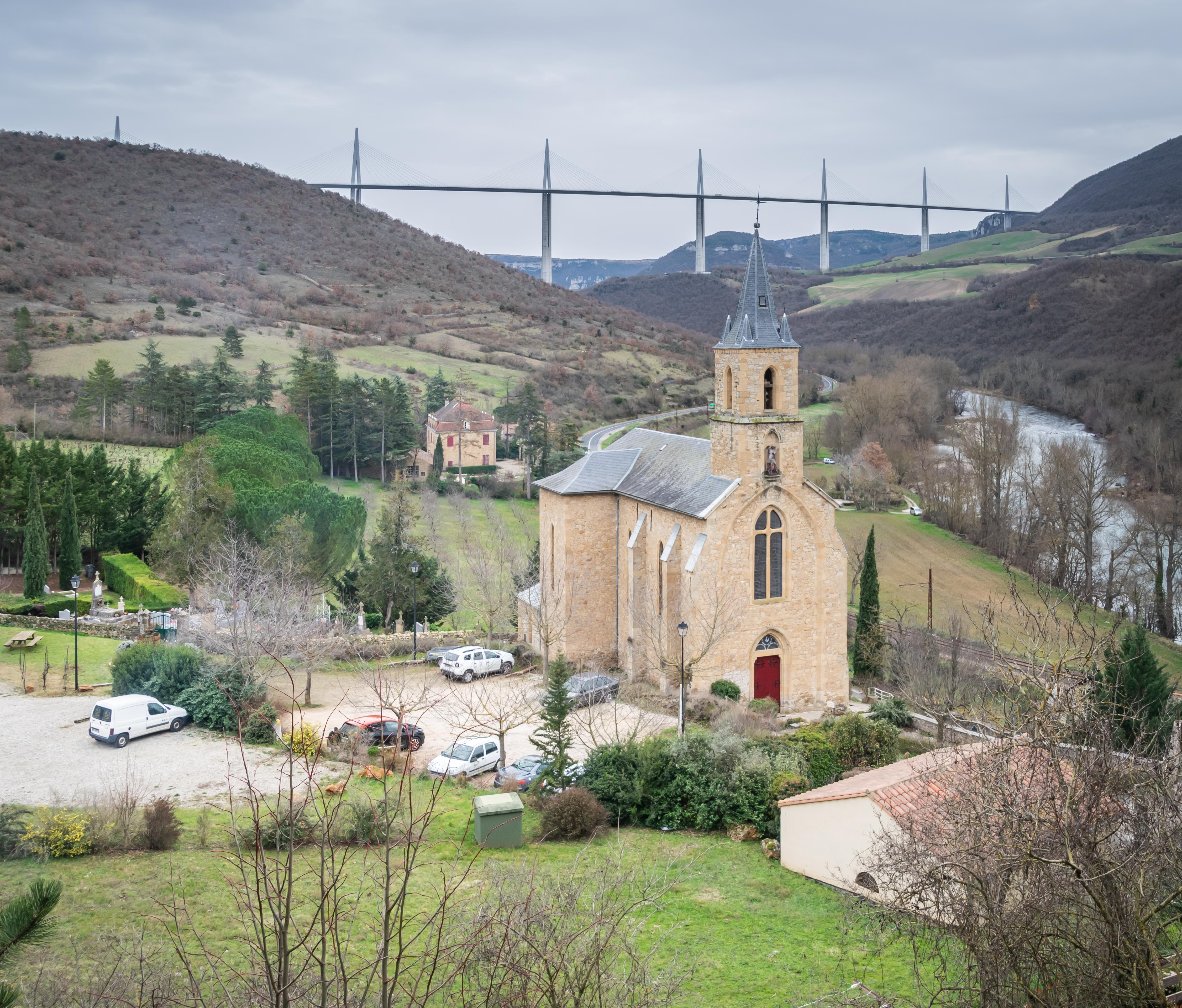
La nouvelle église de Peyre.
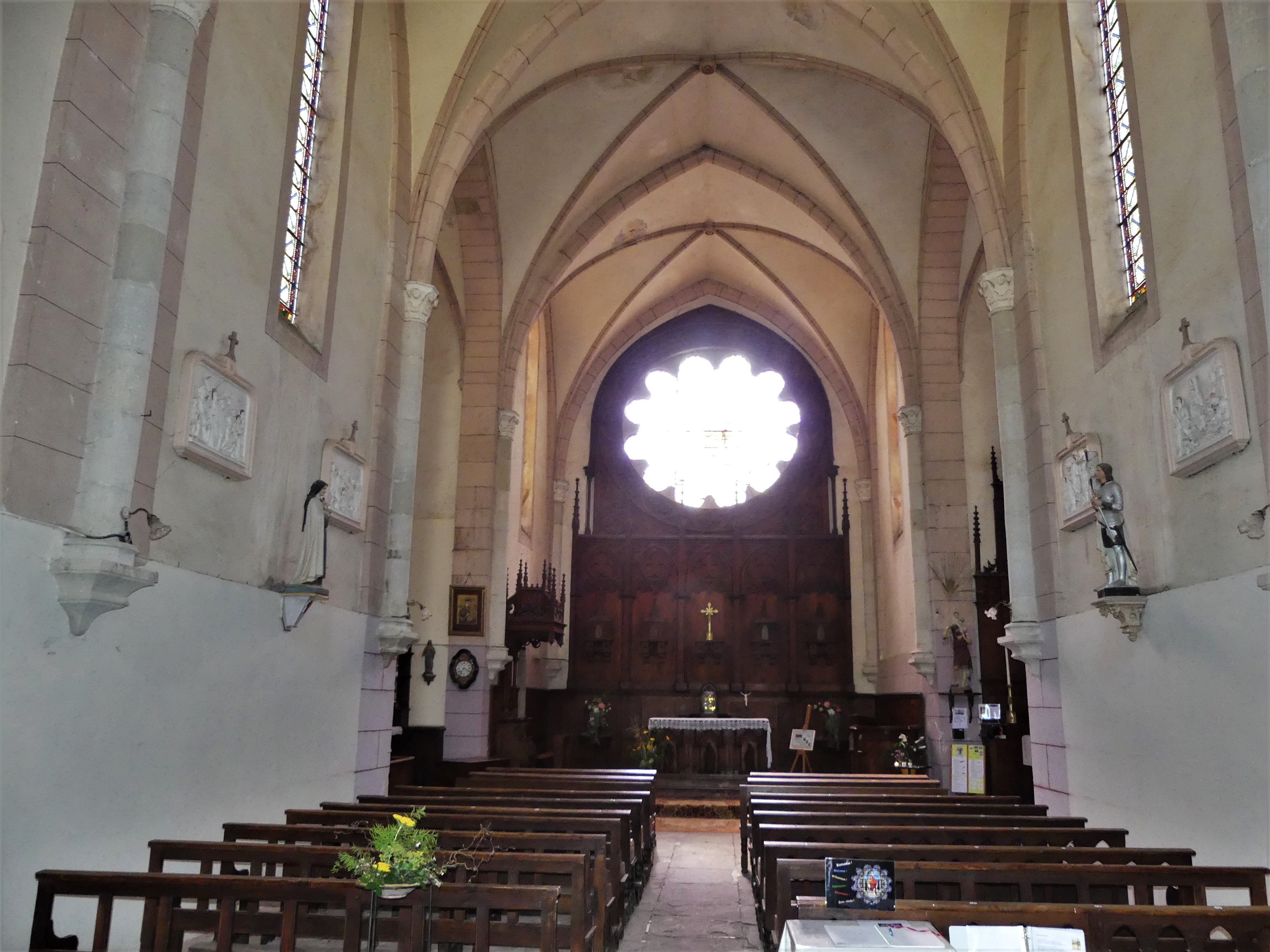
Sa nef.
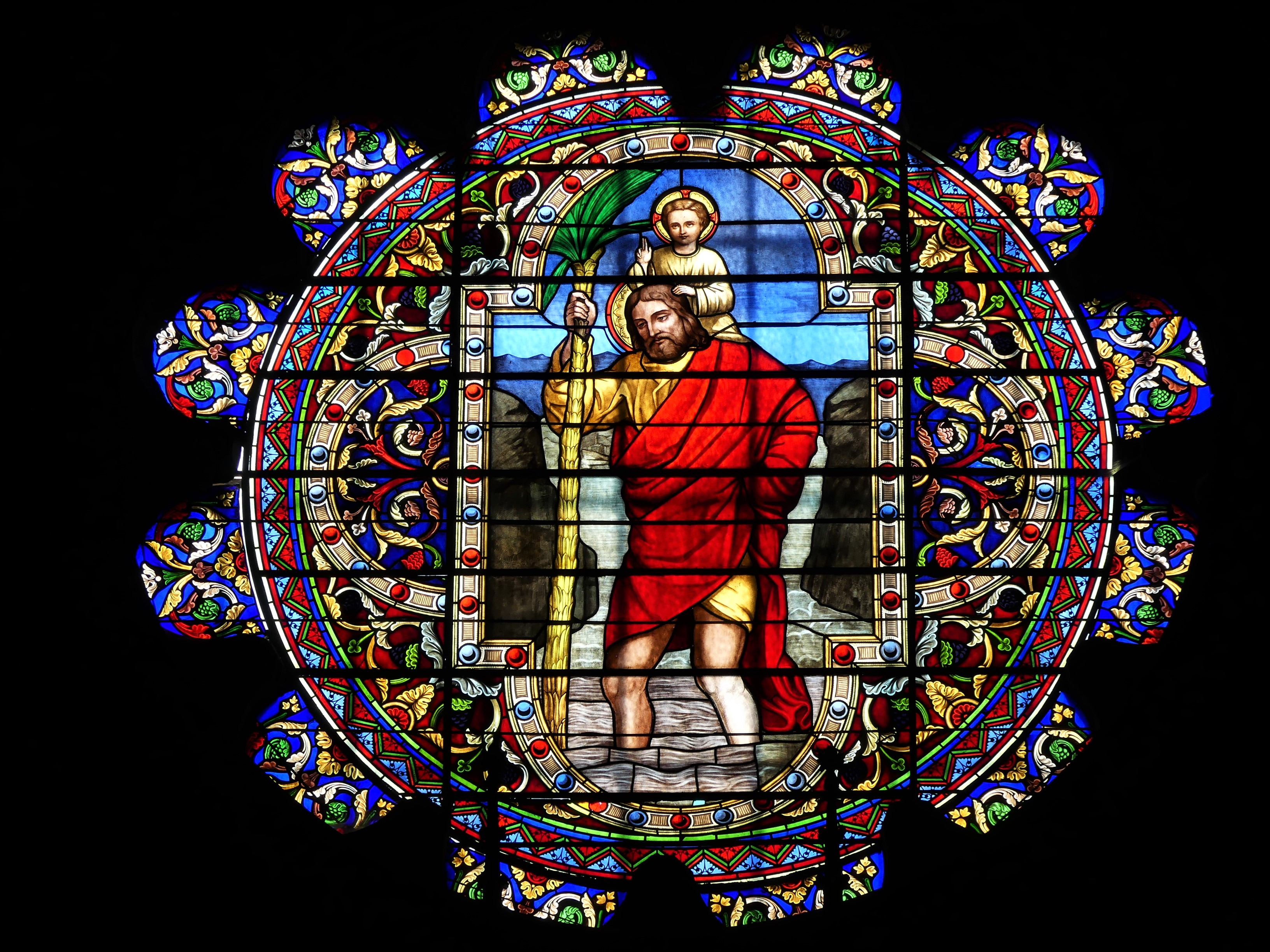
Rosace représentant saint Christophe et l'Enfant Jésus.
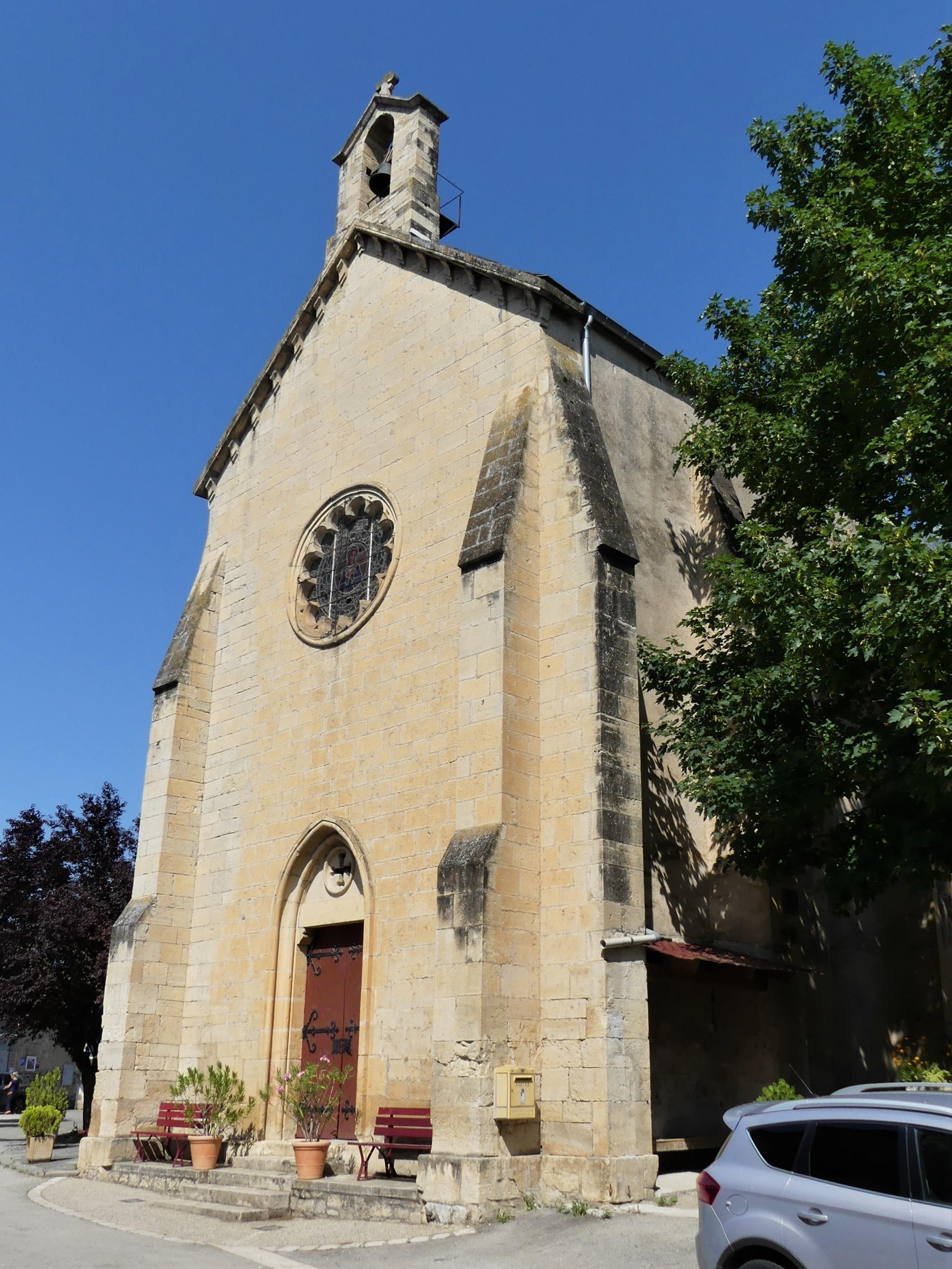
L'église Saint-Pierre de Comprégnac.

### Héraldique
| Blason de Comprégnac | Blason  | Écartelé, le trait du coupé ondé : au 1er de gueules à saint Christophe d'or portant l'enfant Jésus du même, au 2e d'azur à la brebis d'argent, au 3e d'azur au lion d'argent couronné d'or, armé et lampassé de gueules, au 4e de gueules à la croix cléchée, vidée et pommetée de douze pièces d'or. |
| Blason de Comprégnac | Détails | Le trait ondé représente la rivière Tarn qui traverse la commune. Saint Christophe est le saint patron de l'église de Peyre intégrée à Comprégnac depuis 1830. La brebis est l'animal qui a fait vivre le village durant plusieurs siècles. Le lion est celui de la famille de Lévézou de Vézins. Enfin la croix occitane montre l’appartenance de la commune à la région culturelle Occitanie. Blason adopté début 2017. |